# بنك الوقف
يعد بنك الوقف ثاني أكبر البنوك في تركيا من حيث حجم الأصول، وقد تأسس برأس مال أولي قدره 50 مليون ليرة تركية في 11 يناير 1954 وبدأ العمل لاحقًا في 13 أبريل 1954. تم اختيار عبدي سردار أوستن صالح كرئيس تنفيذي للبنك.
يمتلك بنك الوقف 939 فرعاً، 4230 جهاز صراف آلي، و624،702. وحدة من نقاط البيع التي تشكل قنوات التوزيع الخاصة به اعتبارًا من 30 يونيو 2021. يمتلك بنك الوقف أربعة فروع دولية تقع في نيويورك والبحرين وأربيل وقطر. بالإضافة إلى ذلك، يعمل المصرف في النمسا بواسطة شركة فرعية تدعى «فاكيف بنك انترناشيونال أيه جي» التي تملك فروعا في مدينتي فيينا وكولونيا.